# ミチノクエンゴサク
ミチノクエンゴサク（陸奥延胡索、学名：Corydalis capillipes）はケシ科キケマン属の多年草。同属のヤマエンゴサク（C. lineariloba）に似るが、全体に小型で、細長く繊細。別名、ヒメヤマエンゴサク。

## 特徴
地下にある球形の塊茎があり、塊茎からは茎を1本だけ出す。茎は高さが15cmほどになり、葉柄のある茎葉を2個、基部には鱗片葉を1個つける。茎葉は1-2回3出複葉となるが、小葉はさらに分裂することがある。小葉は楕円形から線状楕円形になり、長さはふつう1-2cm、先端は鈍形またはやや鈍形、基部は鋭形になる。
花期は4-5月。花茎の先端に総状花序をつける。小花柄の基部の葉状の苞は倒卵形または広線形で、先は分裂しないか欠刻状に2-3裂する。花冠は一方が唇状に開き、その反対側が距となり、長さは7-15mmになり、花冠の長さが15-25mmあるヤマエンゴサクと比べると小さい。花冠は淡青紫色から青紫色になり、先端の方が色が濃い。果実は披針形または狭卵形で円柱形の蒴果で、幅は狭い。熟すと2片に裂ける。
春先に花を咲かせ、落葉広葉樹林の若葉が広がる頃には地上部は枯れてなくなり、その後は翌春まで地中の地下茎で過ごすスプリング・エフェメラルの一種。

## 分布と生育環境
日本固有種。本州の東北地方（日本海側）、中部地方（日本海側、長野県、岐阜県）、島根県隠岐（島後）に分布する。
染色体数は2n=16, 32。やや花が大きい四倍体(2n=32)が広く分布するが、二倍体(2n=16)は、新潟県中部以北で見られる。

## 名前の由来
和名のミチノクエンゴサクは「陸奥延胡索」の意で、分布地の東北地方の地名による。また、別名のヒメヤマエンゴサクは、ヤマエンゴサク C. lineariloba に似て、より繊細なことによる。「エンゴサク」はキケマン属のうち、この類の漢名「延胡索」のこと。
種小名（種形容語）capillipes は、「柄（脚）が毛のように細い」の意味。

## ギャラリー

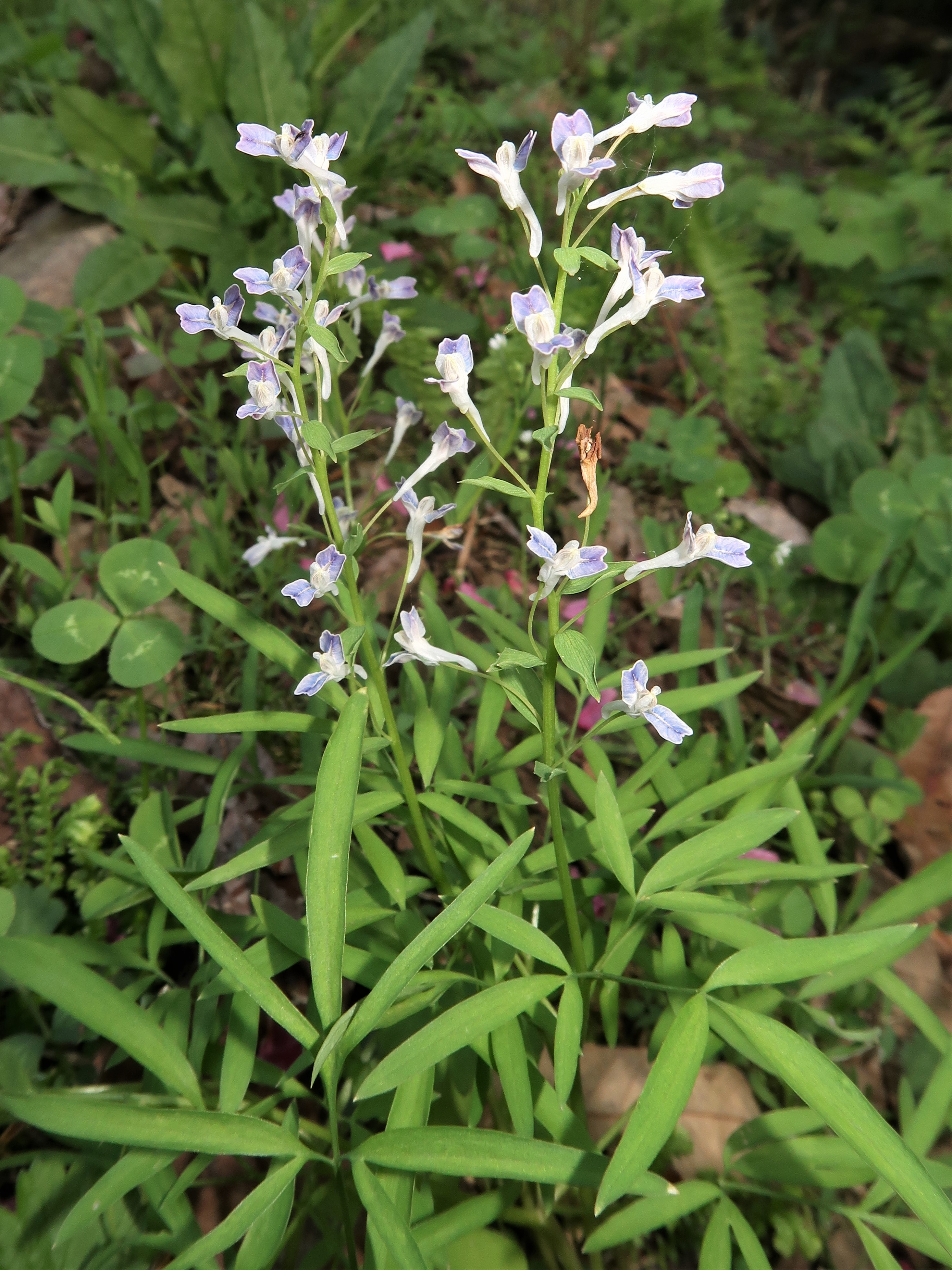
花は少数。この個体の苞は全縁。
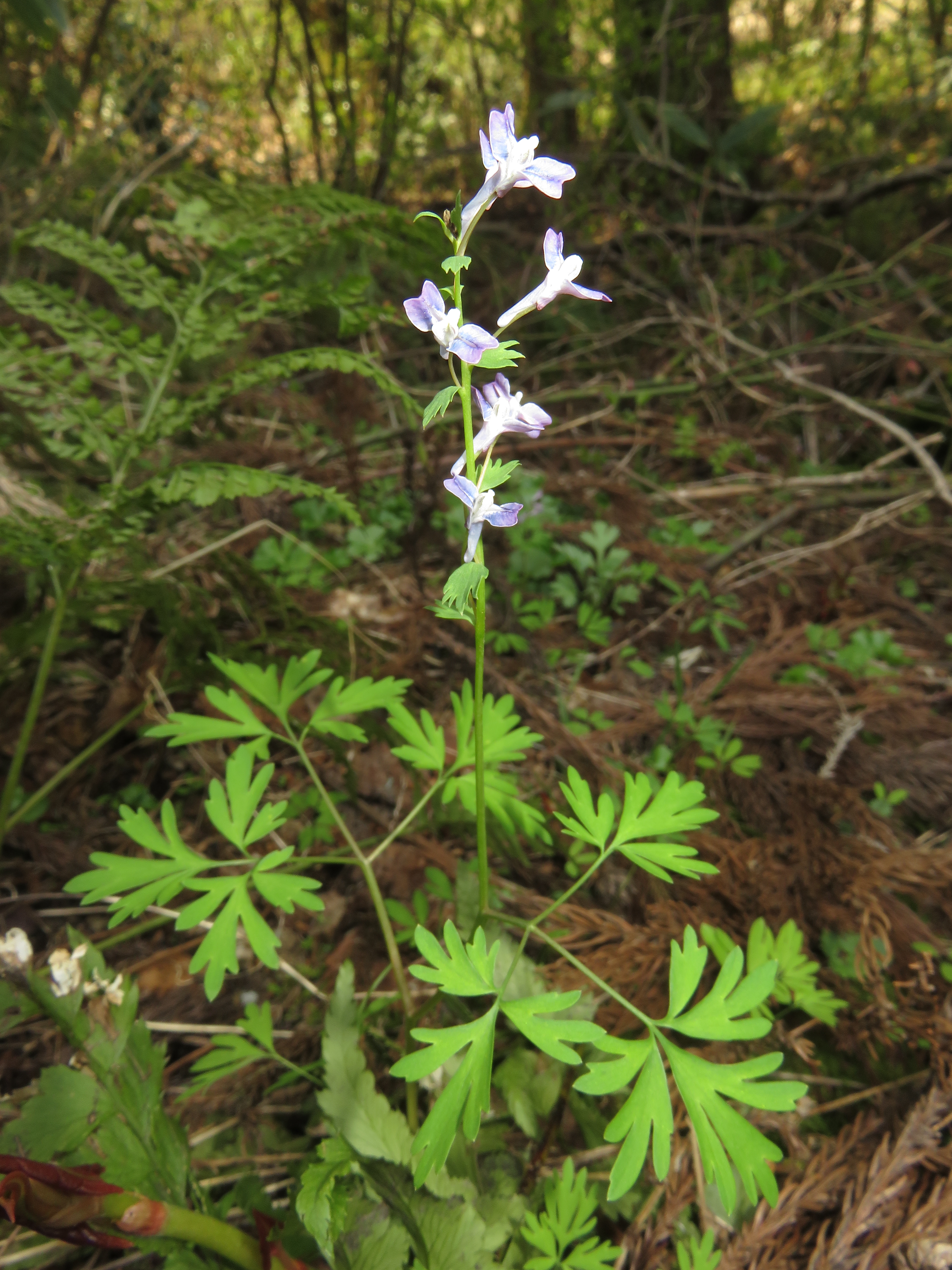
この個体の苞は欠刻状になる。
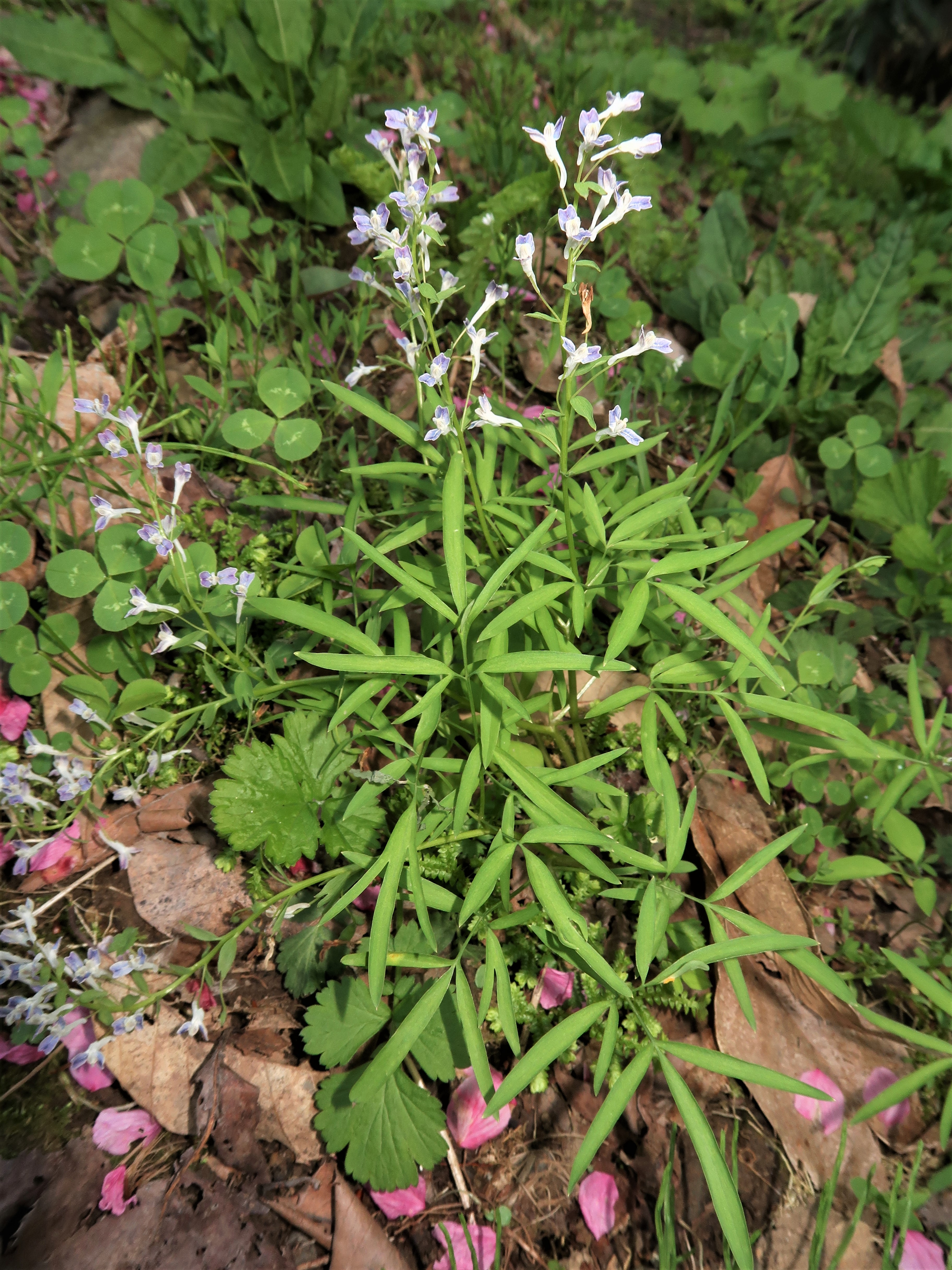
小葉が狭いタイプ。
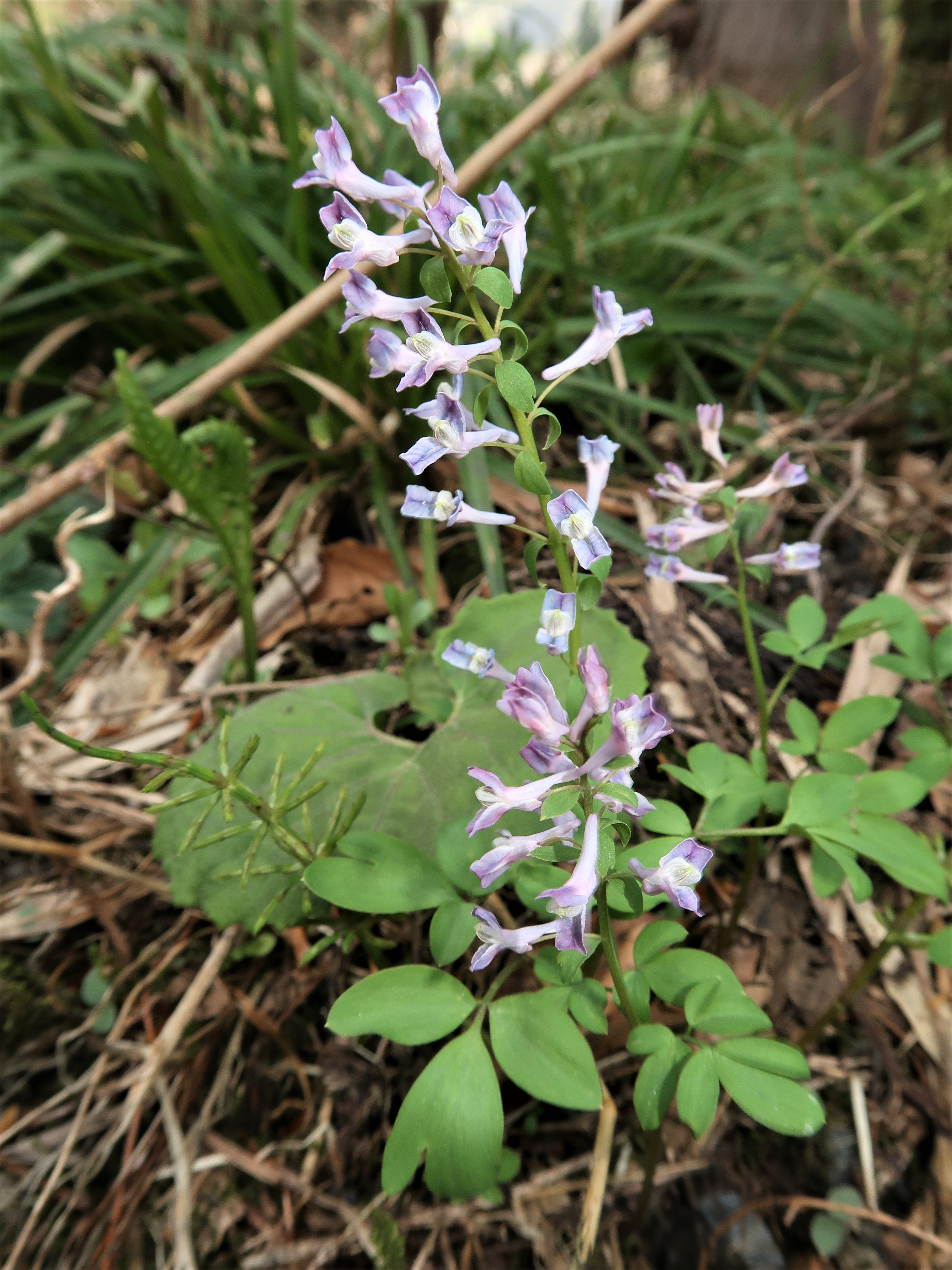
比べると小葉が広いタイプ。
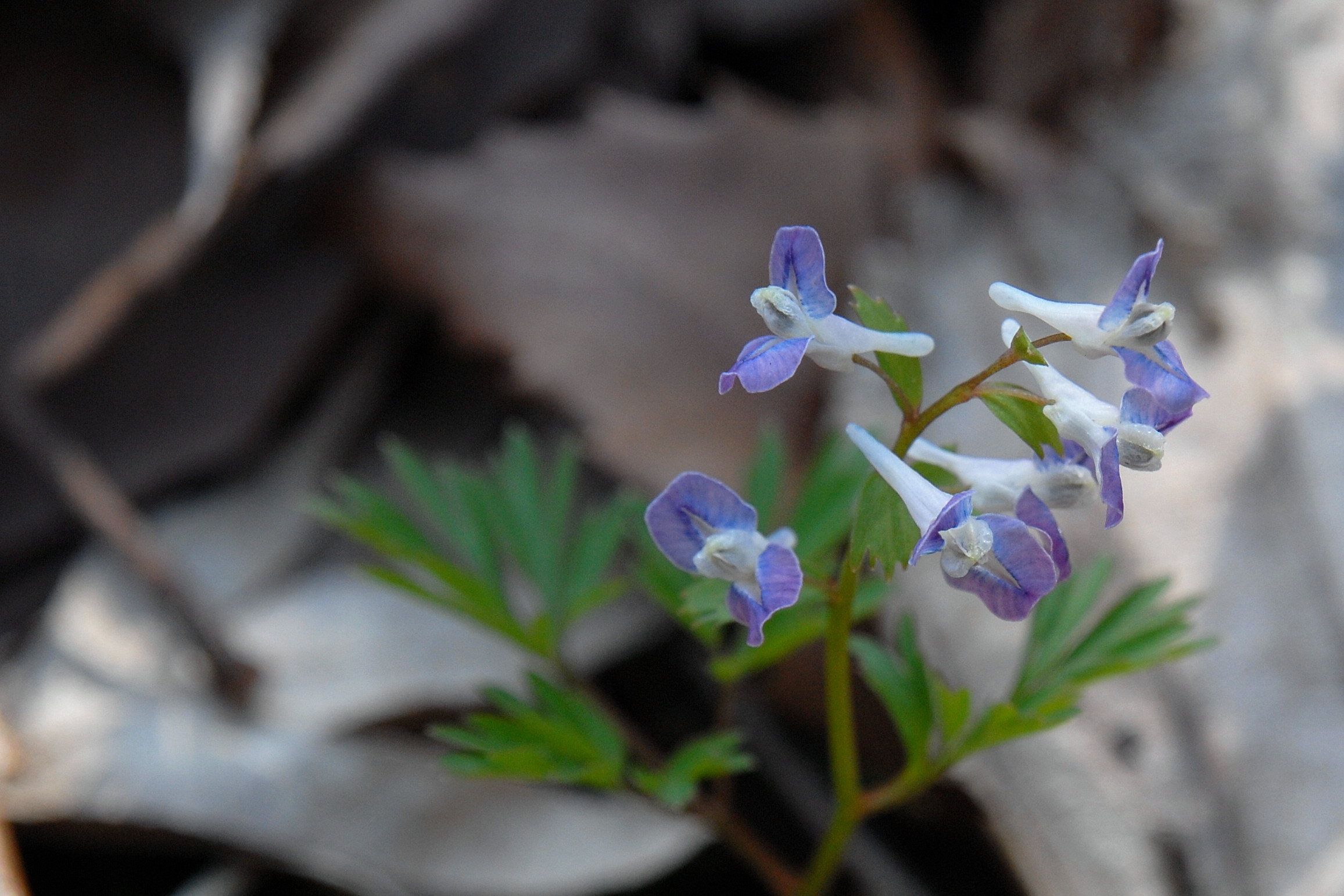
花冠の先端が色が濃い。

## 近縁種
- エゾエンゴサク（蝦夷延胡索、学名：Corydalis fumariifolia subsp. azurea）
- ヤマエンゴサク（山延胡索、学名：Corydalis lineariloba）
- オトメエンゴサク（乙女延胡索、学名：Corydalis fukuharae）
- ジロボウエンゴサク（次郎坊延胡索）、学名：Corydalis decumbens）